# Altgraf
Altgraf ist der Adelstitel einer gräflichen Familie, deren Erhebung in den Grafenstand nicht durch Nobilitierung erfolgte, sondern auf den fränkischen Amtsgrafen zurückgeführt werden kann.
Geführt wurde dieser Titel zuletzt von dem Haus Niedersalm (Grafschaft Niedersalm). Aus diesem Geschlecht ging der Titel an die Herren von Reifferscheidt über, die sich ab dem 15. Jahrhundert Salm-Reifferscheidt nannten.